# Христо Калайджиев
Христо Константинов Калайджиев е български революционер, деец на Вътрешната македоно-одринска революционна организация, Вътрешната македонска революционна организация (обединена) и член на Централния комитет на Българската комунистическа партия.

## Биография
Христо Калайджиев е роден на 28 август 1886 година в град Енидже Вардар (Па̀зар), тогава в Османската империя. Учи в Скопие и Сяр, завършва българската мъжка гимназия в Солун, работи известно време като учител в Източна Македония и развива революционна дейност като член на ВМОРО. Прехвърля се в България, където развива активна дейност сред македонската бежанска емиграция.
През 1919 година Христо Калайджиев става член на БКП и между 1925 – 1927 година е член на Изпълнителното бюро на ЦК на БКП. Той е и сред учредителите на Работническата партия и редактира печатния ѝ орган „Работническо дело“ (1927 – 1928). Междувременно членува Съюза на македонските благотворителни братства и във ВМРО (обединена), където развива активна дейност с Борис Михов, Темко Темков и Александър Мартулков. В периода 1927 – 1931 година е депутат в XXII ОНС.
През 1935 година е арестуван и съден по Закона за защита на държавата заедно с други дейци на ВМРО (обединена). На съдебния процес Калайджиев заедно с Йордан Анастасов, Александър Мартулков, Борис Михов и Петър Калчев (неродом от Македония) е сред малцинството обвиняеми, които се определят като „българи“, а не „македонци“. Пред съда Калайджиев отрича членството си във ВМРО (обединена). Осъден е на 5 години затвор и 50 000 лева глоба и лежи в затвора от 1935 до 1938 година. През 1941 година е изпратен в политическия трудов лагер „Кръстополе“ край Ксанти, където остава до 1943 година. От 1943 година е член на Областния комитет на Отечествения фронт в София.
След Деветосептемврийския преврат подписва в София „Апела към македонците в България“. След това е назначен за председател на Съюза на македонските културно-просветни организации. Между 1944 – 1945 година Калайджиев приема македонистки уклон за създаване на единна обединена Македония и македонска нация, но скоро се отказва от тези идеи. Назначен е за подпредседател на Македонския научен институт заедно с Георги Кулишев и председател Димитър Силяновски. В своята книга „Федерална Македония и великобългарския шовинизъм“, издадена през 1945 година, Калайджиев се опитва да защити новосъздадените „македонската нация“ и „македонския език“, като ги обявява за факт от съвременността и изтъква конюктурни политически причини за съществуването им:
| „ | Но един въпрос има, който тук най-много кара да се мръщят, да правят кисели физиономии, да се стъписват. Това е въпросът за македонската нация. По тоя въпрос аз казах: македонската нация е един ясен, твърдо установен факт в днешната македонска действителност. А в живота е важно не това, което е било, а това, което е днес. Най-пакостна, най-нереална политика е да искаш да измениш днешната действителност в името на историята... Вярно е, че някога македонците са били заедно с българите в черковната борба. Но вярно е също така, че македонците живеят отделен живот повече от 60 години. Вярно е, че те през това време са живели самостоятелен политически живот и са се стремили към отделна държава. Вярно е, е те са дали с хиляди жертви в борбата със завоевателната политика на балканските държави, че те през времето на тяхната окупация през войната още повече са се отдалечили от тях поради безобразните режими там, а днешната война и золумите на българските фашисти там окончателно оформиха македонците в отделна нация. Освен тия обективни причини, играела е роля и важна политическа целесъобразност, именно: без тоя процес никога не би била стабилна македонската държава, защото чрез националните чувства винаги би могла да намира благоприятна почва завоевателната политика на балканските държави. ...Мнозина се мръщят, че езикът бил груб. Да, груб, като все друг език в своето начало. Нима българският език не е бил груб през времето на Каравелов и П. Р. Славейков? Езикът е въпрос на дълга еволюция и на навик на ухото, както и на чувствата, с които се отнасяш към него. | “ |

По време на вътрешно-партийните репресии през 1949 година е един от свидетелите в скалъпения съдебен процес срещу Трайчо Костов.
След започналите промени в политиката по Македонския въпрос в България и влошаването на българо-югославските отношения, той се завръща към пробългарските си позиции. На практика Калайджиев заедно с други комунистически общественици като адвокат Стефан Аврамов и Найден Николов с редица техни инициативи започват отдолу-нагоре постепенния процес в промяната на позицията на Комунистическата партия.
Между 1958 и 1964 година е член на ЦК на БКП и народен представител.
След заявлението на Тодор Живков на пленум на ЦК на БКП през 1963 година, че „въобще в нашата страна македонска националност няма, нито в Пиринския край, нито някаква друга македонска националност, на която да е председател Христо Калайджиев“, Калайджиев признава за грешки на БКП по Македонския въпрос, започнали през левосектантския ѝ период през 1932 година.
Спомените му, озаглавени „Един живот от султаните до социализма“, са издадени в Република Македония през 2006 година.
Носител е на орден „Георги Димитров“ (1958, 1959, 1961).